# Mark 39 (торпеда)
Mark 39 — американская 483-мм торпеда подводного базирования, первая американская торпеда, которая на маршевом участке траектории управлялась по проводам от системы управления подводной лодки. Разработана Vitro Corporation, Силвер-Спринг, Мэриленд, и научно-исследовательской лабораторией вооружения Университета штата Пенсильвания на основе торпеды Mk 27 Mod 4, адаптированной компанией Philco, Филадельфия, Пенсильвания, для управления по проводам. После того, как проводное управление было обеспечено в торпедах Mk 37 и Mk 45, торпеда Mk 39 была снята с вооружения.